# Ben Langton-Burnell
Ben Langton-Burnell (ur. 10 lipca 1992) – nowozelandzki lekkoatleta specjalizujący się w rzucie oszczepem.
W 2015 roku był dziesiąty podczas uniwersjady. Dwa lata później został mistrzem Oceanii, bez sukcesów startował w mistrzostwach świata oraz zajął ósme miejsce podczas uniwersjady w Tajpej (2017). W sezoie 2018 był finalistą igrzysk Wspólnoty Narodów, a w 2019 zajął piąte miejsce na mistrzostwach Oceanii. 
Medalista mistrzostw Nowej Zelandii. 
Rekord życiowe: 82,44 (10 czerwca 2017, Hamilton). 

## Osiągnięcia
| Rok  | Impreza                    | Miejsce    | Lokata            | Wynik |
| ---- | -------------------------- | ---------- | ----------------- | ----- |
| 2015 | Uniwersjada                | Gwangju    | 10. miejsce       | 74,39 |
| 2017 | Mistrzostwa Oceanii        | Suva       | 1. miejsce        | 78,10 |
| 2017 | Mistrzostwa świata         | Londyn     | el. – 24. miejsce | 76,46 |
| 2017 | Uniwersjada                | Tajpej     | 8. miejsce        | 75,93 |
| 2018 | Igrzyska Wspólnoty Narodów | Gold Coast | 10. miejsce       | 73,77 |
| 2019 | Mistrzostwa Oceanii        | Townsville | 5. miejsce        | 66,80 |